# John Sumegi
John Zoltan Sumegi  (ur. 27 października 1954 w Orange) – australijski kajakarz. Srebrny medalista olimpijski z Moskwy.
W igrzyskach brał udział dwukrotnie (O 76, IO 80). Srebrny medal wywalczył w kajakowych jedynkach na dystansie 500 metrów – część krajów Zachodu zbojkotowało imprezę, a Australijczycy startowali pod olimpijską flagą. W 1979 w tej samej konkurencji był wicemistrzem świata.